# Vreni Schkölzinger
Vreni Schkölzinger (* um 1940) ist eine Schweizer Badmintonspielerin. 

## Karriere
Vreni Schkölzinger gewann 1958 ihren ersten nationalen Titel im Mixed in der Schweiz. Fünfzehn weitere Titel folgten bis 1971. Jeweils fünf Titel davon gewann sie im Dameneinzel, im Damendoppel und im Mixed.

## Sportliche Erfolge
| Saison | Veranstaltung                   | Disziplin   | Platz | Name                                |
| ------ | ------------------------------- | ----------- | ----- | ----------------------------------- |
| 1958   | Schweizer Einzelmeisterschaften | Mixed       | 1     | Erwin Oeler / Vreni Schkölzinger    |
| 1965   | Schweizer Einzelmeisterschaften | Damendoppel | 1     | Vreni Schkölzinger / Hedi Müller    |
| 1965   | Schweizer Einzelmeisterschaften | Dameneinzel | 1     | Vreni Schkölzinger                  |
| 1966   | Schweizer Einzelmeisterschaften | Damendoppel | 1     | Vreni Schkölzinger / Hedi Müller    |
| 1966   | Schweizer Einzelmeisterschaften | Dameneinzel | 1     | Vreni Schkölzinger                  |
| 1966   | Schweizer Einzelmeisterschaften | Mixed       | 1     | Anton Sauter / Vreni Schkölzinger   |
| 1967   | Schweizer Einzelmeisterschaften | Mixed       | 1     | Anton Sauter / Vreni Schkölzinger   |
| 1967   | Schweizer Einzelmeisterschaften | Dameneinzel | 1     | Vreni Schkölzinger                  |
| 1967   | Schweizer Einzelmeisterschaften | Damendoppel | 1     | Vreni Schkölzinger / U. Wanner      |
| 1968   | Schweizer Einzelmeisterschaften | Damendoppel | 1     | Vreni Schkölzinger / U. Wanner      |
| 1968   | Schweizer Einzelmeisterschaften | Dameneinzel | 1     | Vreni Schkölzinger                  |
| 1968   | Schweizer Einzelmeisterschaften | Mixed       | 1     | Anton Sauter / Vreni Schkölzinger   |
| 1970   | Schweizer Einzelmeisterschaften | Damendoppel | 1     | Vreni Schkölzinger / Josée Carrel   |
| 1970   | Schweizer Einzelmeisterschaften | Dameneinzel | 1     | Vreni Schkölzinger                  |
| 1970   | Schweizer Einzelmeisterschaften | Mixed       | 1     | Heinz Honegger / Vreni Schkölzinger |
| 1971   | Schweizer Einzelmeisterschaften | Mixed       | 1     | Heinz Honneger / Vreni Schkölzinger |